# Krywańskie Banie

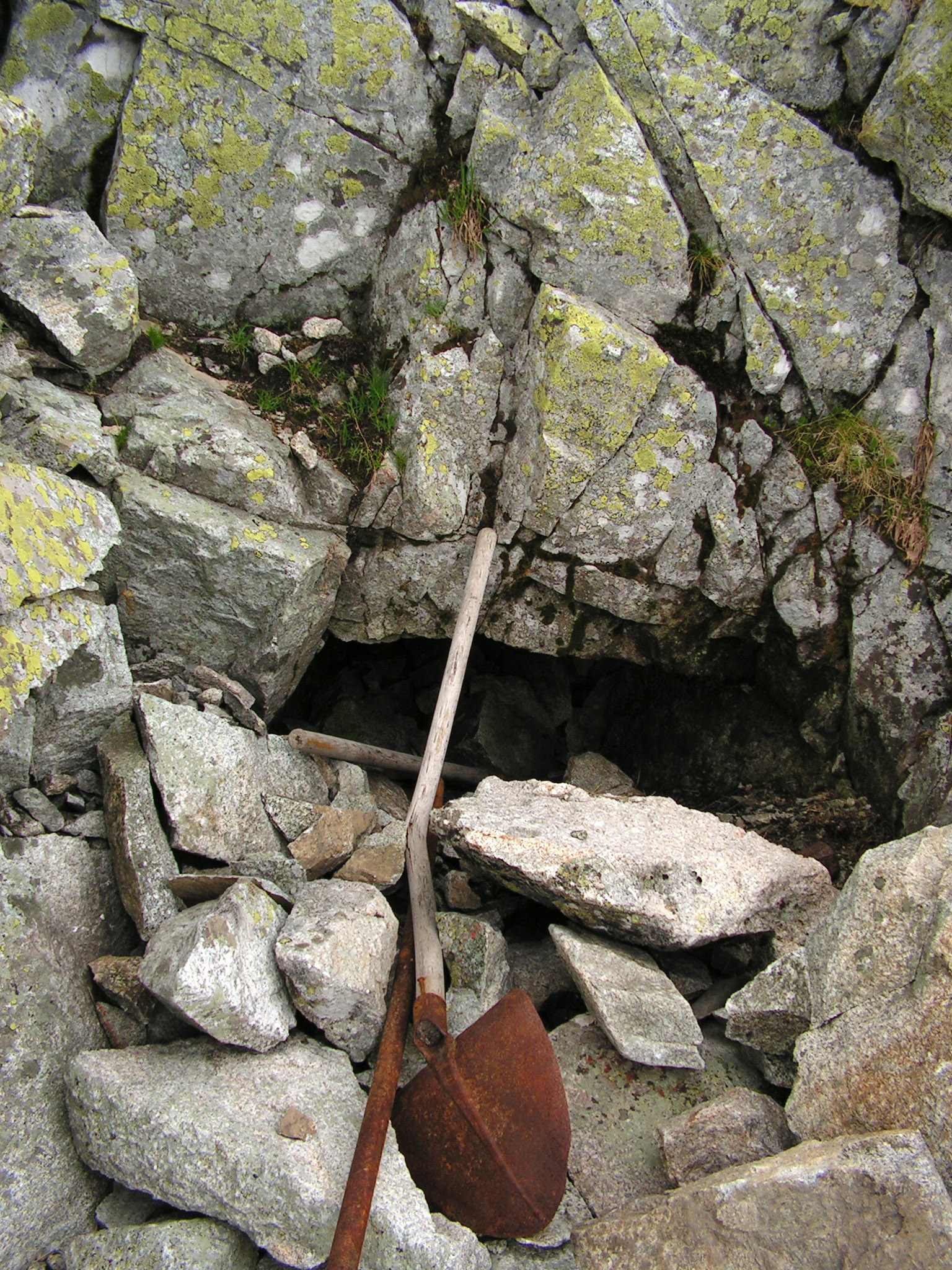
Otwór jednej ze sztolni przy niebieskim szlaku

Krywańskie Banie (słow. Krivánske bane, niem. Krivaner Goldgruben) – grupa dawnych kopalni złota na Krywaniu w słowackich Tatrach Wysokich. Dawniej w gwarze podhalańskiej kopalnie nazywano baniami. Znajdowały się w kilku miejscach. Największa ich grupa znajdowała się na wysokości ok. 2030–2110 m n.p.m. pomiędzy Krywańską Przełączką a Pawłowym Grzbietem. Szlak turystyczny na szczyt Krywania prowadzi właśnie dawną ścieżką hawiarską (górników nazywano dawniej hawiarzami). Można tu jeszcze dostrzec otwory kilku sztolni, hałdy płonego urobku i platformę po dawnym kamiennym domku górników (znajduje się tuż przy ścieżce turystycznej). W 1793 schronił się w nim przed wichurą i nocował Robert Townson. Kopalnie znajdowały się też w kilku jeszcze innych miejscach: na wysokości ok. 2100 m w południowo-zachodniej grani Krywania, na Krywańskiej Kopie, powyżej Wyżniej Przehyby, w dolnej części Wielkiego Żlebu Krywańskiego, w żlebie Banie powyżej Gronika, prawdopodobne także w innych jeszcze miejscach.
Złoto wydobywano tutaj od drugiej połowy XV wieku do roku 1778. Przerwano z powodu nieopłacalności; złota znajdowano bowiem minimalne tylko ilości, a wydobycie go z powodu surowego klimatu i ciężkiego transportu rudy było wyczerpujące. Stanisław Staszic w 1805 r. zwiedzał kopalnie, zastał je już w ruinie i tak je opisuje: ... z wielką pracą kowane w granitach różne lochy, czyli stole. Są to dawne górnicze wyroby na złoto, które tu znajduje się samorodne w kształcie listeczek lub gruzełek. ...stole wszystkie częścią zapadły się, częścią śniegiem i lodem są zawalone. Zakład tutejszej kopalni robiony był z niezmiernym kosztem.
Kopalnie były wielokrotnie badane. Najdokładniej zrobił to Władysław Pawlica w 1916. Znalazł w tutejszych granitach ubogie złoża antymonitu, chalkopirytu i galeny, w których może występować samorodnie złoto. Grubość złotonośnych żył według Augustina Gorka wynosi 1,5–2 cm.